# Hàng Bông (phường)
Hàng Bông là một phường thuộc quận Hoàn Kiếm, thành phố Hà Nội, Việt Nam.
Phường Hàng Bông có diện tích 0,18 km², dân số năm 2021 là 6.833 người, mật độ dân số đạt 37.961 người/km².